# Licuala debilis
Licuala debilis är en enhjärtbladig växtart som beskrevs av Odoardo Beccari. Licuala debilis ingår i släktet Licuala och familjen Arecaceae. Inga underarter finns listade i Catalogue of Life.